# 宗教社会主义
宗教社会主义是指在宗教价值观念的基础上实行社会主义的一种思想。
当社会主义产生之时，几个主要宗教在其教旨中均发现包含社会主义原则、理念，或与之相同、相近。因此，宗教社会主义运动在这些宗教中随之产生。他们包括：
- 佛教社会主义
- 基督教社会主义
- 伊斯兰社会主义